# Fluginsekten
Als Fluginsekten (Pterygota) werden alle Insekten (Insecta) zusammengefasst, welche mit Flügeln ausgestattet sind. Dies schließt die Arten ein, die das Flugvermögen im Laufe der Evolution wieder verloren haben. Beispiele dafür sind die Flöhe oder die Tierläuse. Der bei weitem größte Teil der Insekten gehört zu den Fluginsekten. Ausnahmen sind lediglich die nicht flugfähigen Urinsekten mit den Ordnungen der Felsenspringer (Archaeognatha) und der Fischchen (Zygentoma).
Mit der Entwicklung funktionstüchtiger Flügel hängen eine Reihe morphologischer und physiologischer Veränderungen zusammen. Aus diesem Grund kann ohne Zweifel angenommen werden, dass diese Entwicklung nur einmal im Laufe der Insektenevolution stattgefunden hat und alle Fluginsekten auf eine gemeinsame Stammart zurückzuführen sind.

## Aufbau und Entwicklung der Flügel
Die Flügel stellen eine dünne Chitinplatte dar, welche mit Tracheen durchzogen ist. Zu ihrer Entstehung konkurrieren zwei Theorien miteinander. Entweder haben sie sich aus einer Abflachung der Seitenplatten (Paranota) an allen drei Brustsegmenten (Thorax) entwickelt, oder sie stammen von Auswüchsen der seitlich zwischen den dorsalen Nota und den ventralen Sterna gelegenen Pleuren, unter Einschluss der Beinanlagen, ab. Jüngere Theorien kombinieren beide Hypothesen, demnach stammen verschiedene Teile der Flügel von jeweils der einen oder der anderen Struktur. Argumente dafür liefern Funde von paläozoischen Insektenlarven, die vermutlich gelenkig mit dem Rumpf verbundene und bewegliche Flügelscheiden besaßen. Heute lebende Fluginsekten besitzen allerdings nur noch zwei Paar Flügel, jeweils am zweiten und am dritten Thoraxsegment. Ein drittes Flügelpaar konnte fossil bei den Palaeodictyoptera und den (libellenähnlichen) Geroptera nachgewiesen werden, die auch am ersten Thoraxsegment kleine, möglicherweise nicht voll bewegliche Flügelchen oder flügelähnliche Strukturen aufwiesen.

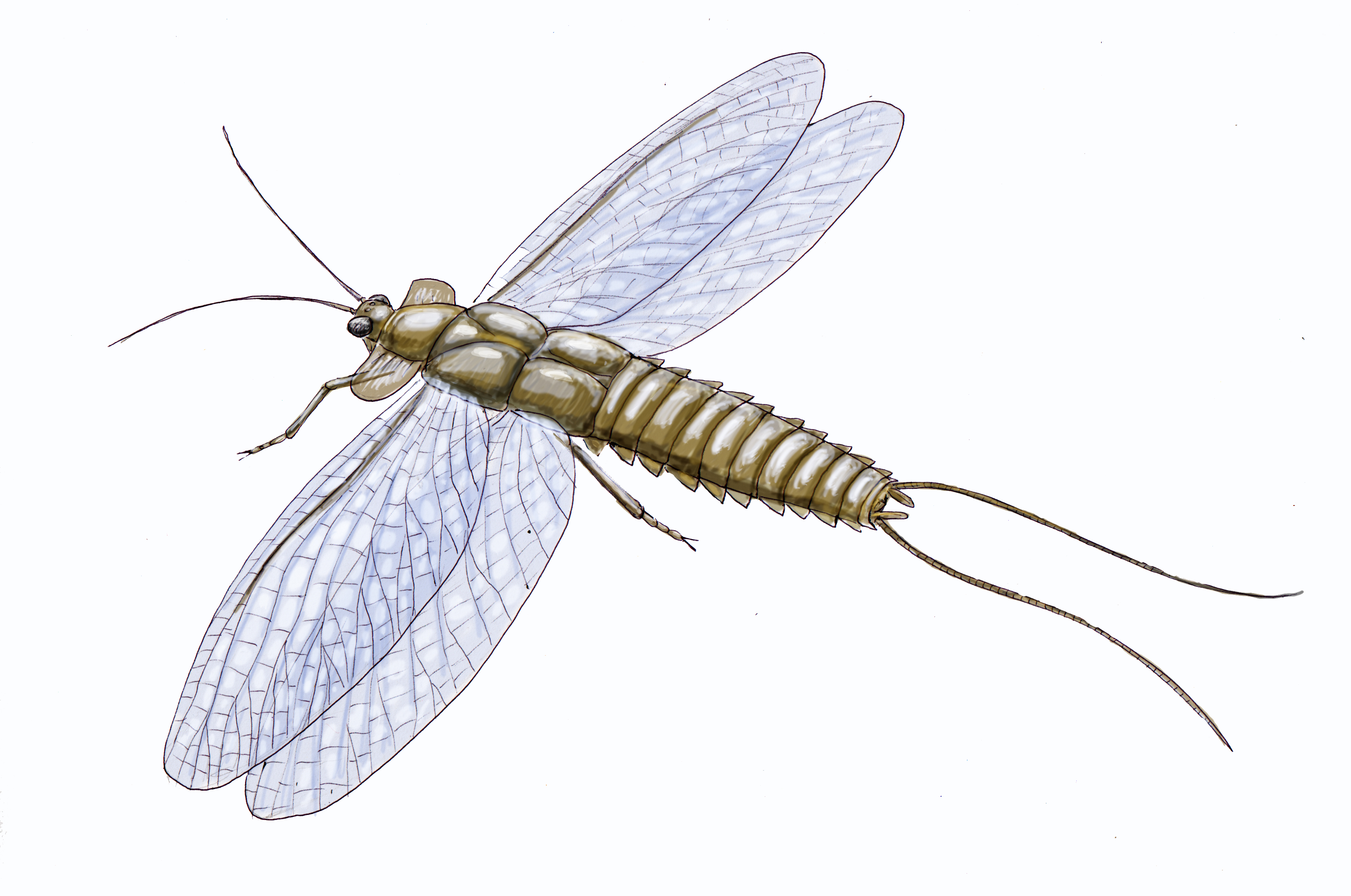
Mazothairos enormis, ein Vertreter der Palaeodictyoptera aus der Oberkreide mit einer Flügelspanne von 0,56 m, hatte noch drei Flügelpaare

Die Tracheen zur Versorgung der Flügel zweigen von den Beintracheen ab. Da die Flügel als Duplikatur (also Verdopplung) der Körperwand ausgebildet sind, liegen die Tracheen als Adernetz ebenfalls in diesen zwei Schichten. Mit dem Thorax sind die Flügel durch ein komplexes Gelenk verbunden, an dem bei den Libellen auch direkt die Muskeln ansetzen (direkte Flugmuskulatur). Bei der weitaus häufigeren Variante wird der Flügelschlag durch eine Aufwölbung und ein Zurückziehen des Brustsegments erreicht (Indirekte Flugmuskulatur). Ebenfalls notwendig ist die Ausbildung von Muskelansatzstellen in den Brustsegmenten durch Chitinleisten.

## Ontogenese der Fluginsekten
Alle Fluginsekten sind durch eine Metamorphose gekennzeichnet, da die Larven oder Nymphen nie Flügel besitzen. Diese kann schrittweise mit den Häutungen erfolgen (unvollständige Metamorphose bei den hemimetabolen Insekten) oder durch einen kompletten Umbau des Insekts in einer Puppenruhe (vollständige Metamorphose bei den holometabolen Insekten).

## Systematik und Taxonomie
Die Systematik und Taxonomie ist in der Systematik der Insekten beschrieben.